# Biserica de lemn din Târgu Frumos

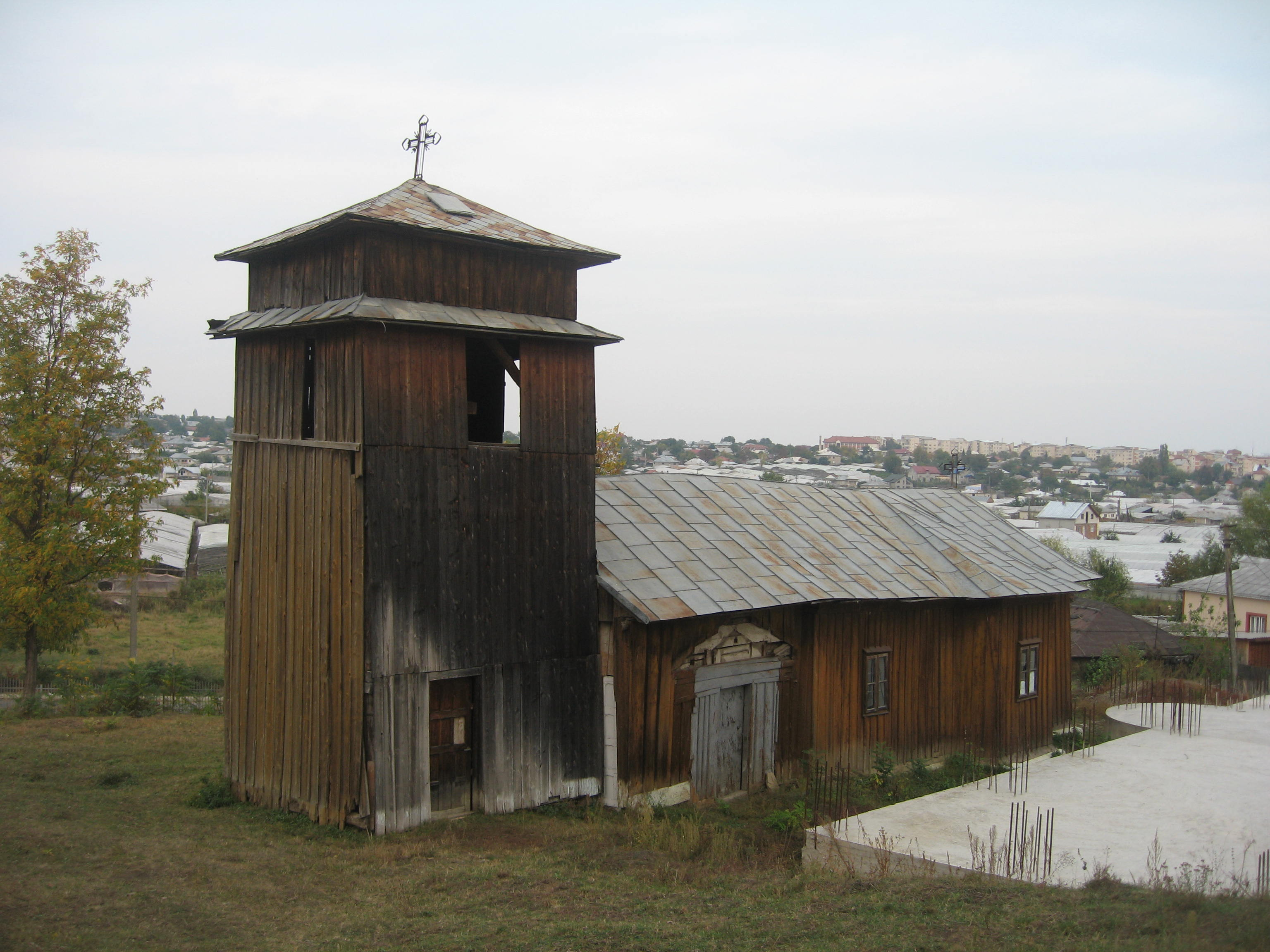
Biserica de lemn din Târgu Frumos.

Biserica de lemn cu hramul Pogorârea Sfântului Duh din Târgu Frumos a fost construită în perioada 1853-1856 în orașul Târgu Frumos (aflat în județul Iași, la o distanță de 45 km de municipiul Iași). Ea se află localizată într-un vechi cimitir de pe Str. Măicuța, fiind cunoscută și ca Biserica Măicuța. 
Biserica de lemn din Târgu Frumos nu a fost inclusă pe Lista monumentelor istorice din județul Iași din anul 2004. 

## Istoric
După unele opinii, Biserica „Coborârea Sf. Duh” din Târgu Frumos ar fi fost construită prin 1593 , acest lucru rezultând dintr-o inscripție redată în "Anuarul Comisiunii Monumentelor Istorice - Basarabia" (ACMIB) din 1928.  Ea a fost reclădită în perioada 1853-1856 cu osteneala monahiei Serafima.  Ea se afla într-un cimitir vechi, astăzi desființat.
În decursul timpului, biserica a fost reparată de mai multe ori. În prezent, aici se slujește numai de hram și în Săptămâna Mare. Biserica este în prezent în stare de ruinare, la mică distanță de ea urmând să se construiască o biserică de zid la care s-a turnat deja fundația.
În curtea bisericii se află o cruce veche cu inscripția deteriorată, distingându-se doar doi ani, unul de naștere (1830) și unul de deces (1894).

## Arhitectura bisericii
Biserica de lemn din Târgu Frumos este construită din bârne masive de stejar, cioplite din material brut și îmbinate în cununi orizontale. În secolul al XX-lea, pereții de lemn au fost placați cu scândură vopsită în culoarea portocalie. Pe interior a fost tencuită și văruită. Lăcașul de cult este așezat pe o temelie din piatră. 
Construcția are formă dreptunghiulară, cu altar poligonal. De clădirea bisericii este adosată pe latura de vest un turn clopotniță mai înalt decât corpul lăcașului de cult. În interior, ea este compartimentată în 4 încăperi: pridvor, pronaos, naos și altar. 
Inițial biserica a fost acoperită cu șindrilă, astăzi ea având învelitoare din tablă. 

## Imagini

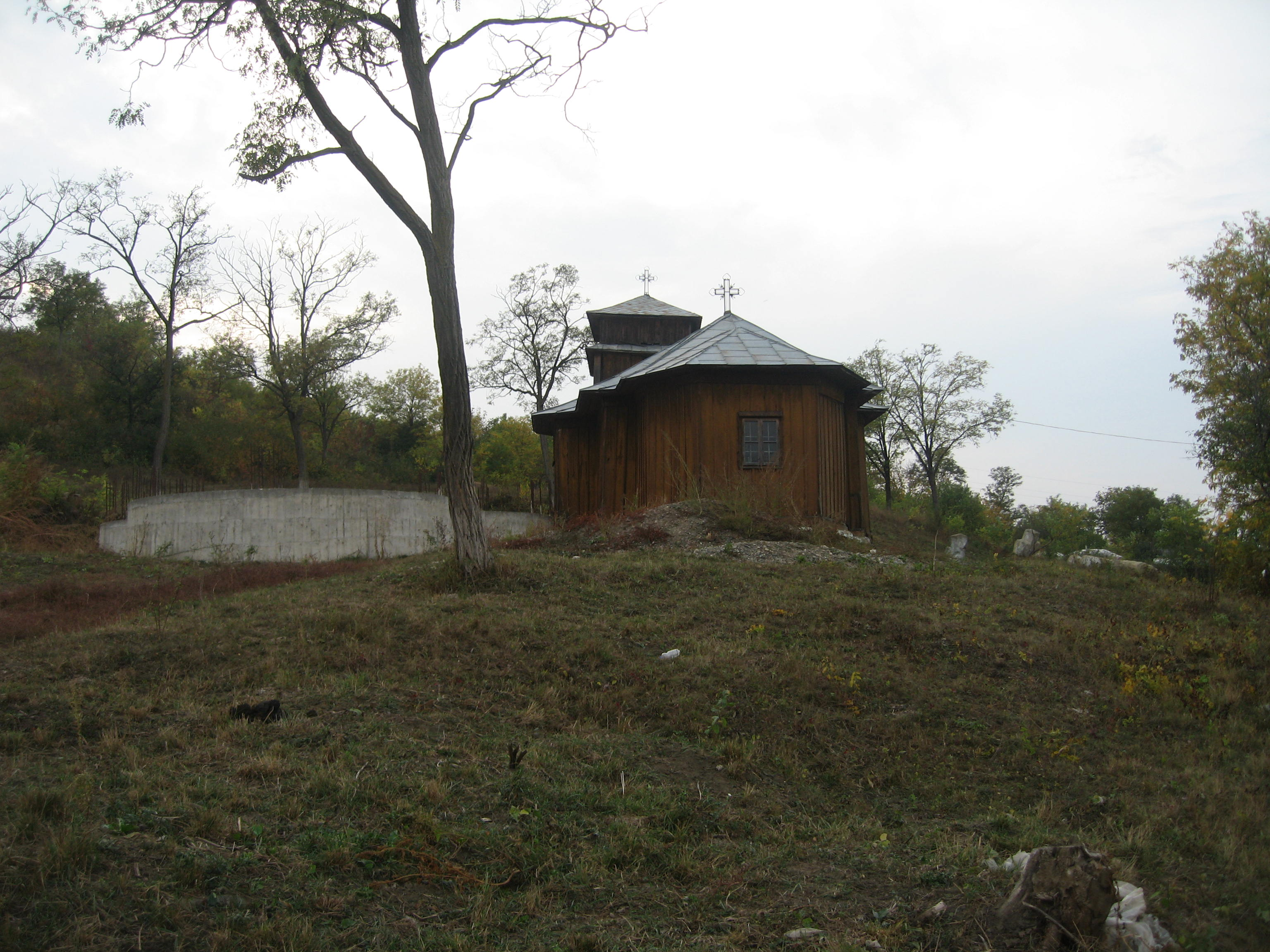
Biserica văzută de pe uliţă
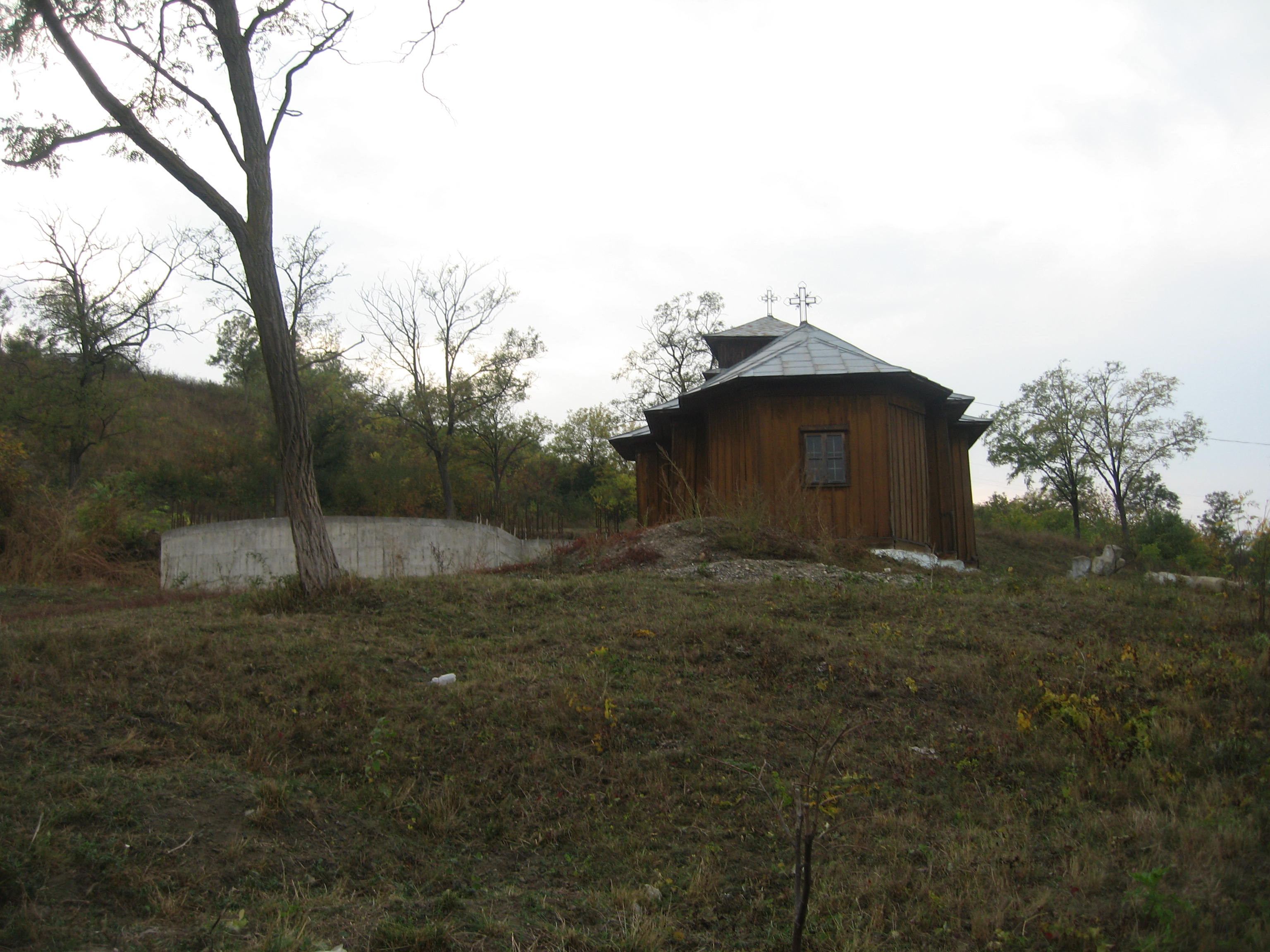
Biserica văzută de pe uliţă
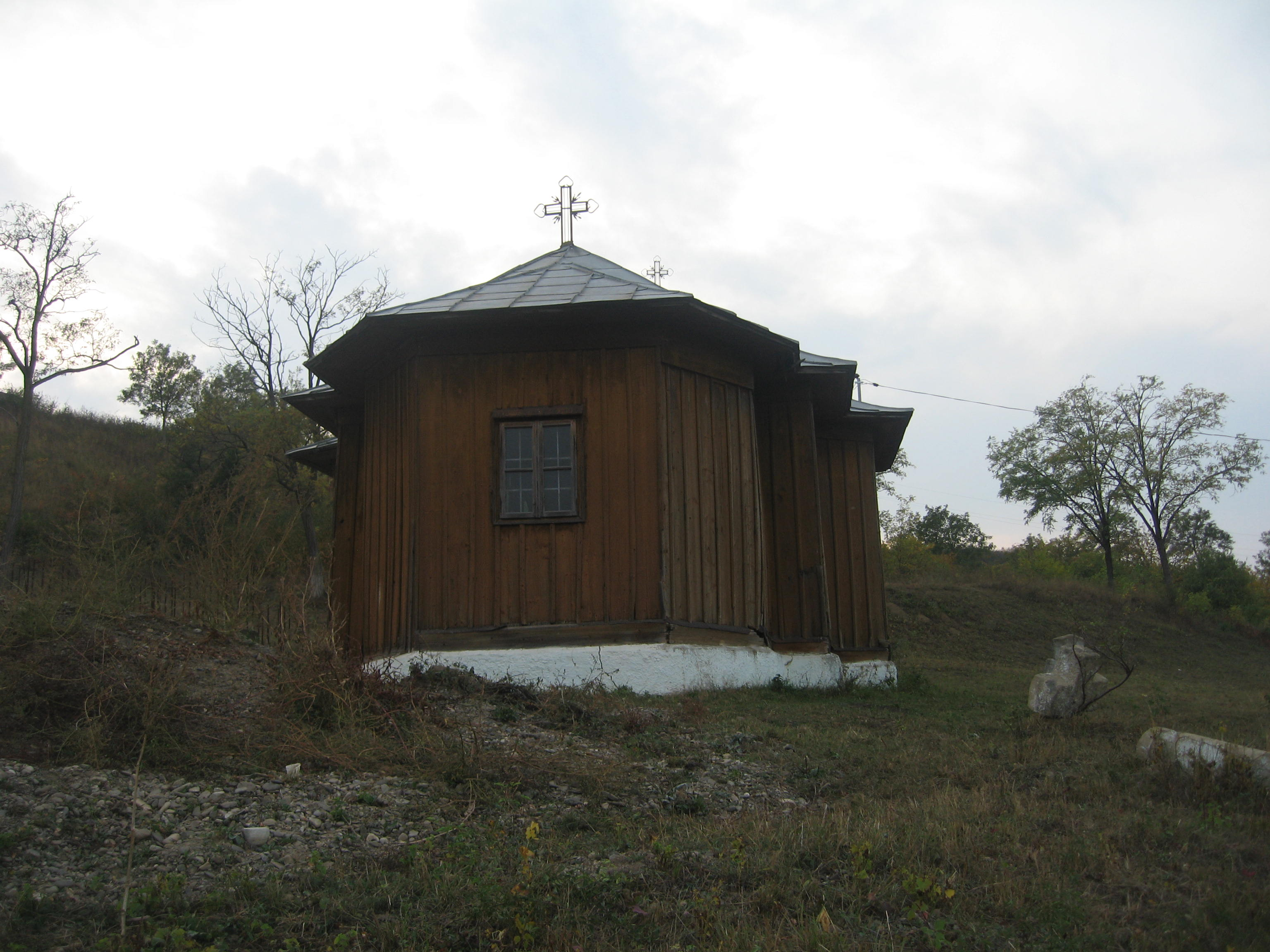
Absida altarului
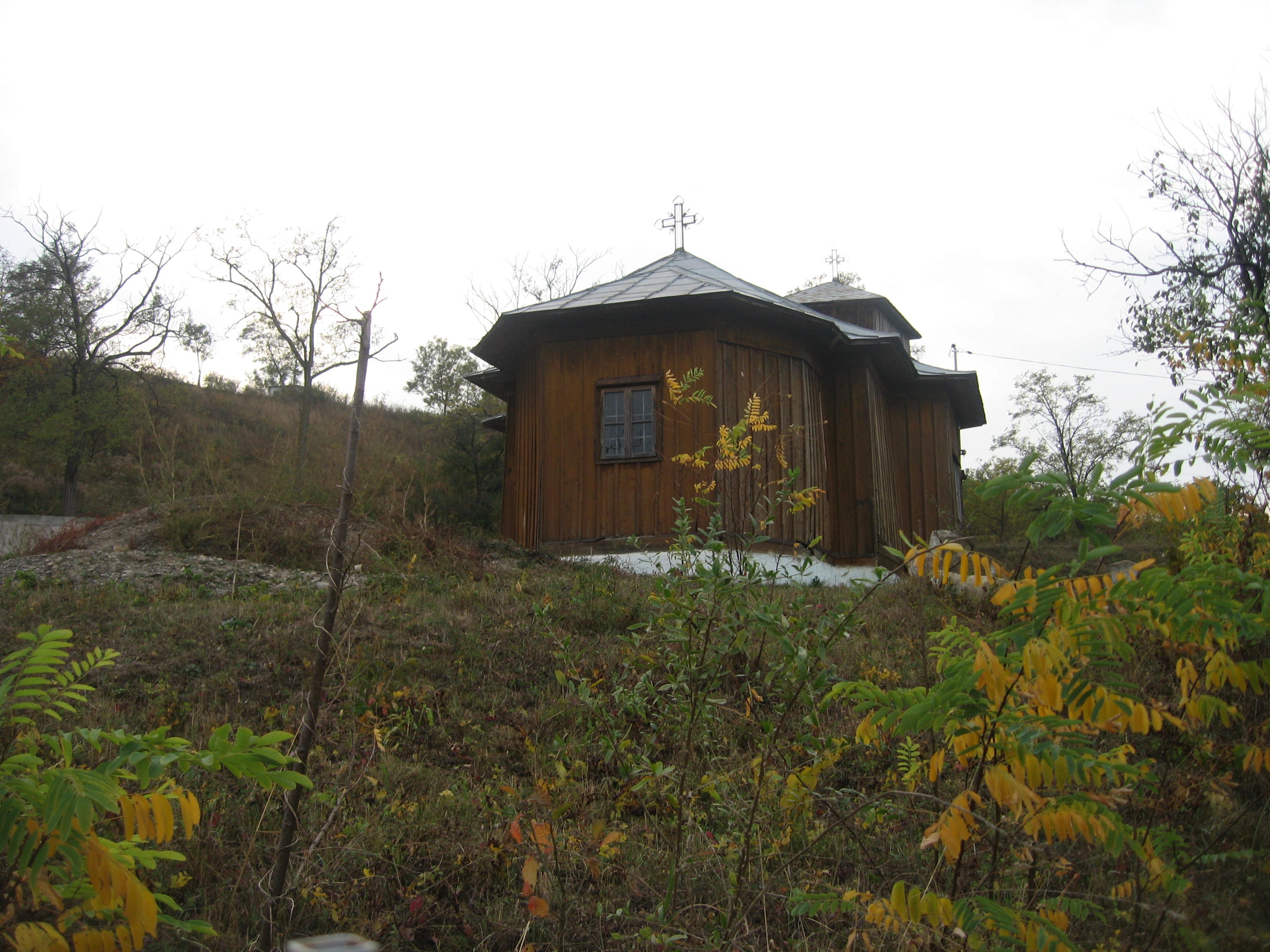
Biserica de lemn văzută de pe latura de est
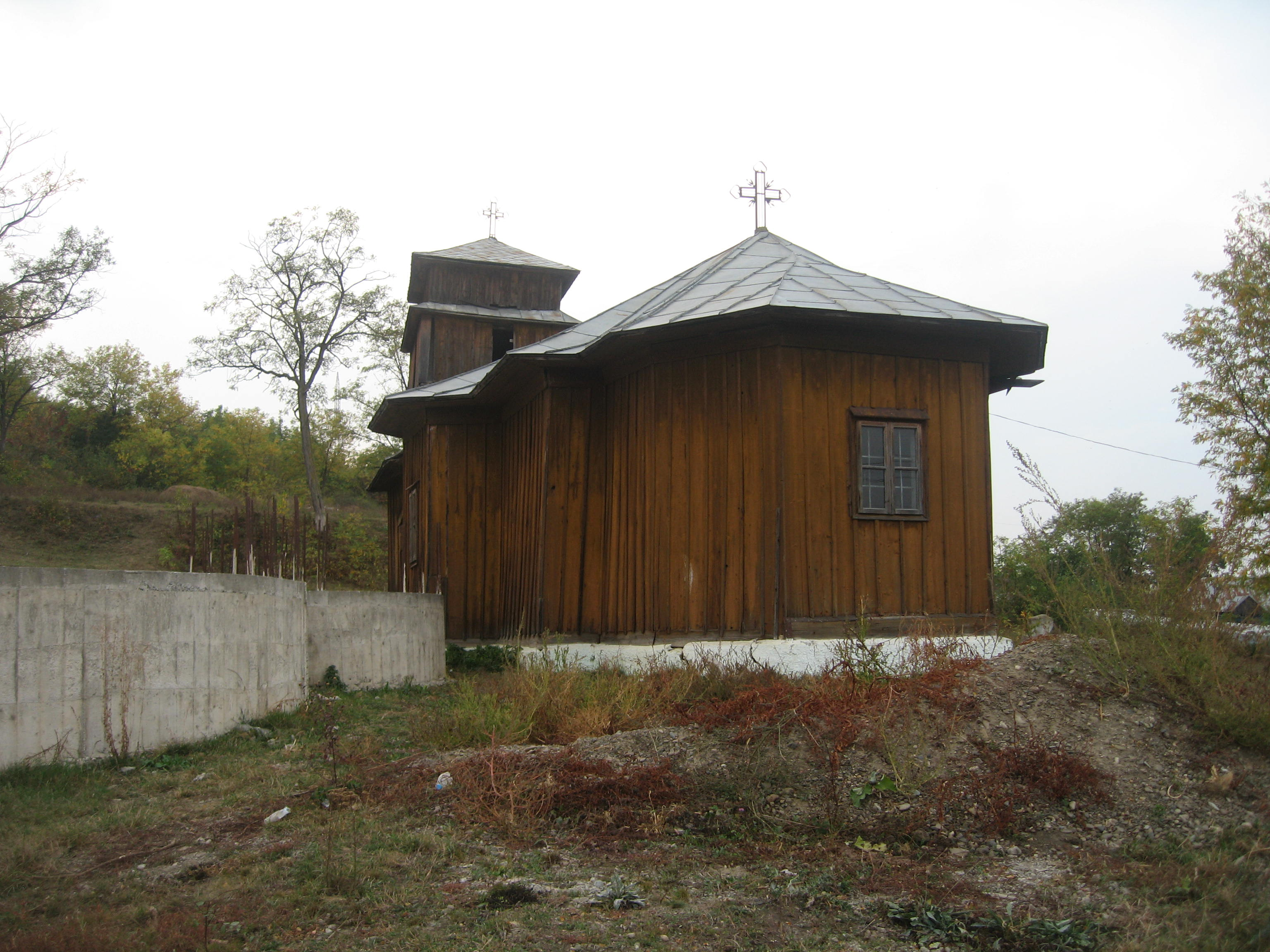
Biserica de lemn văzută de pe latura de sud-est
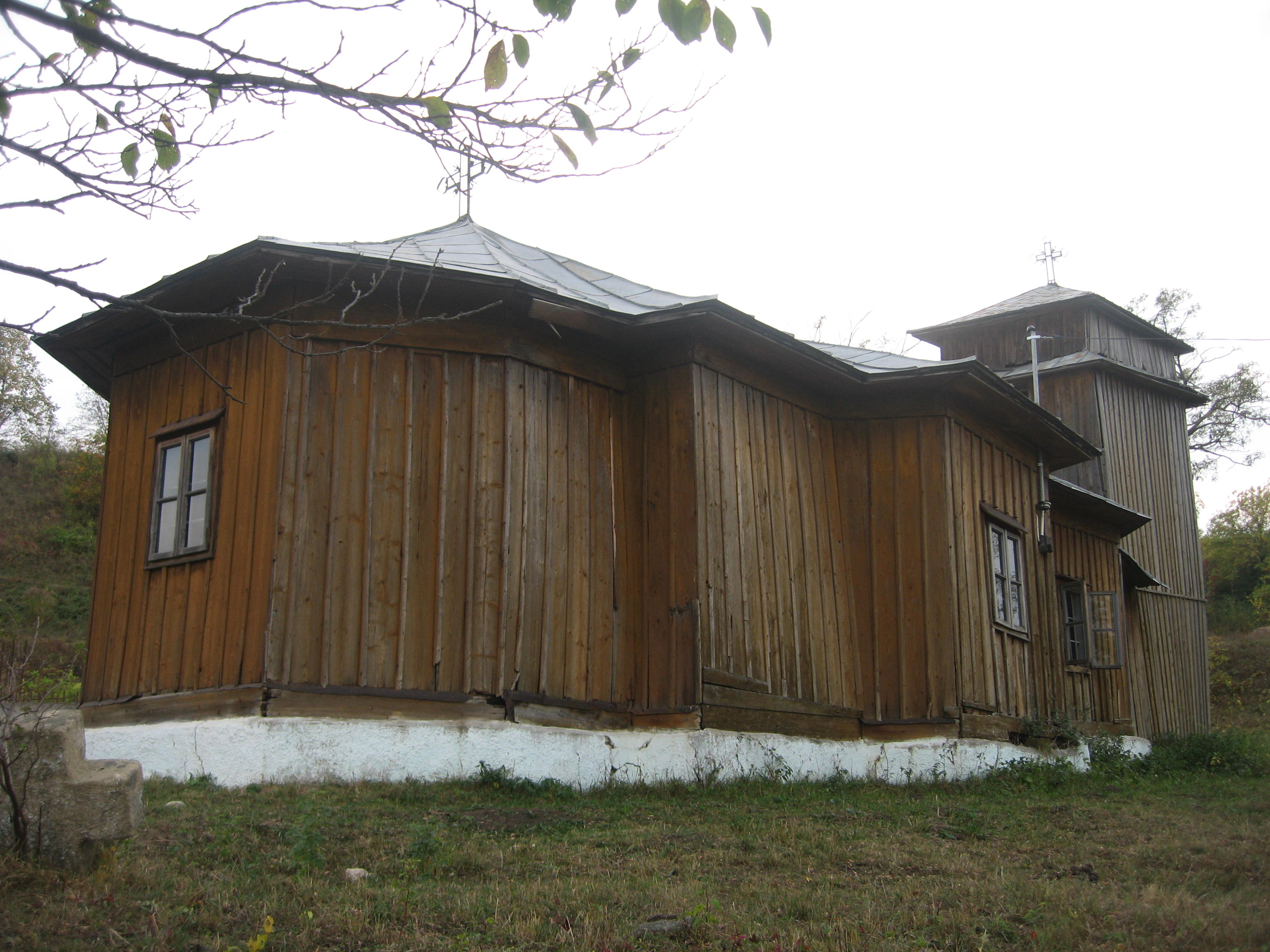
Biserica de lemn văzută de pe latura de nord-est
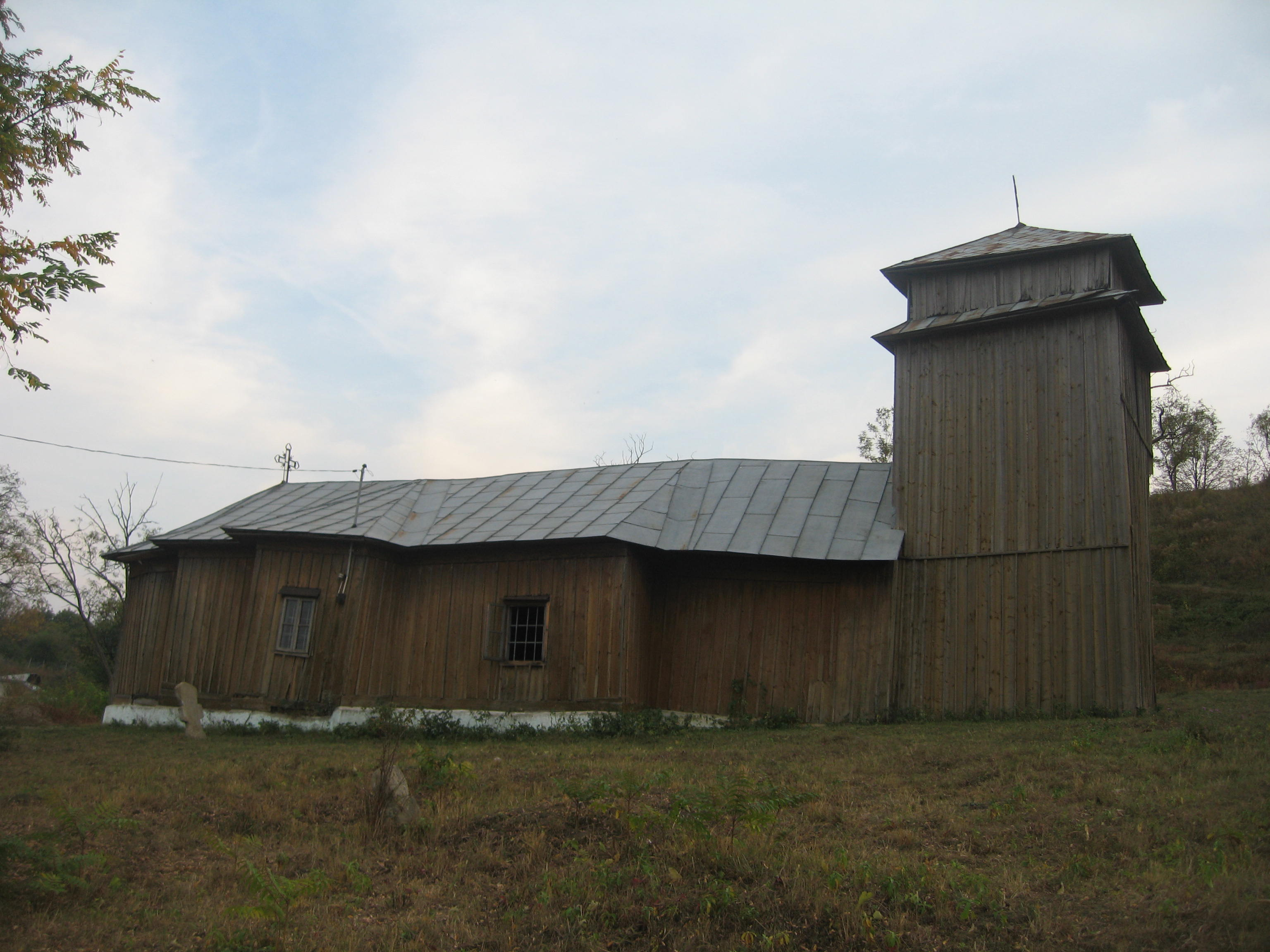
Biserica de lemn văzută de pe latura nordică
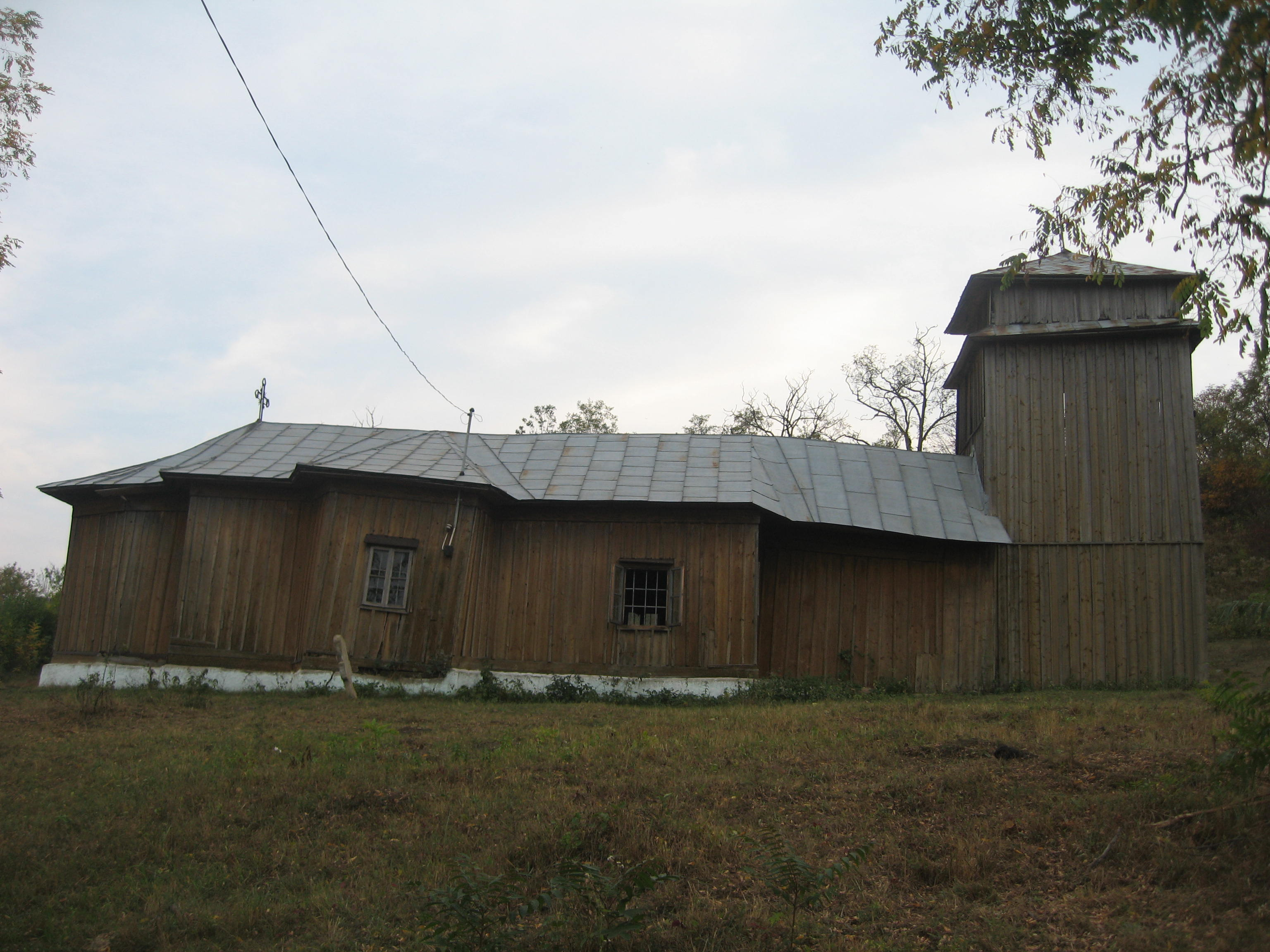
Biserica de lemn văzută de pe latura nordică
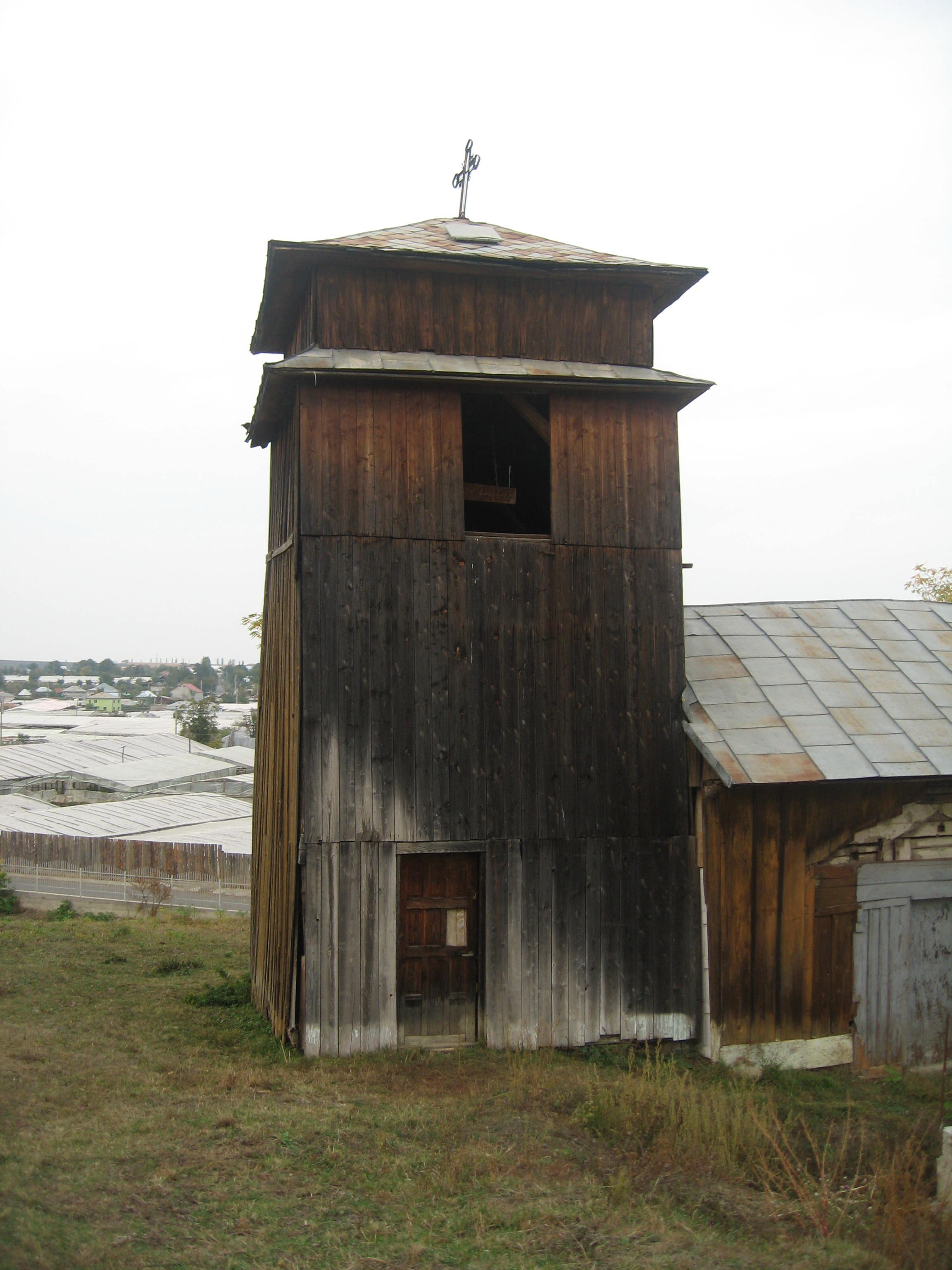
Turnul clopotniţă adosat corpului bisericii
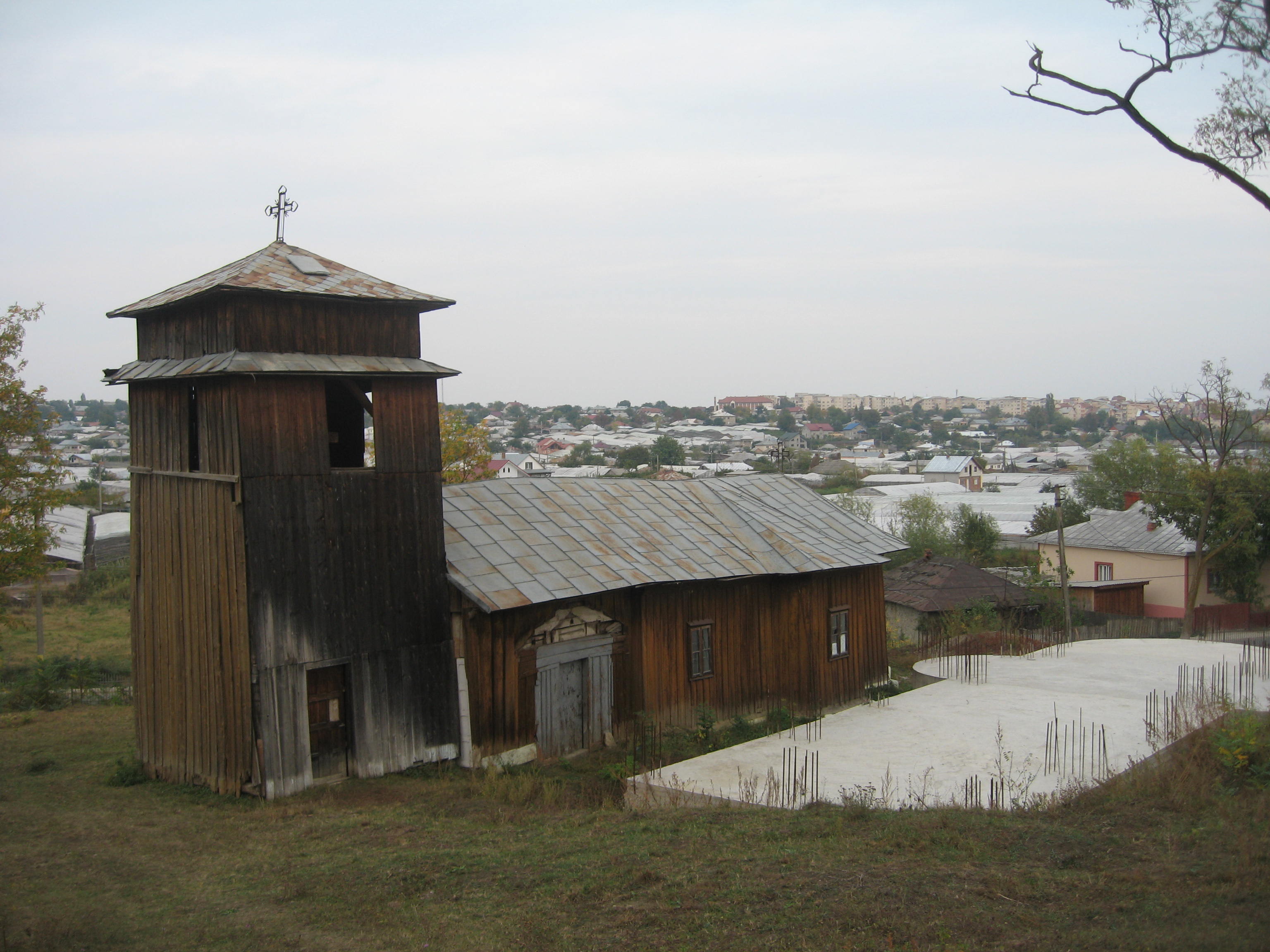
Biserica de lemn văzută de pe latura de sud-vest
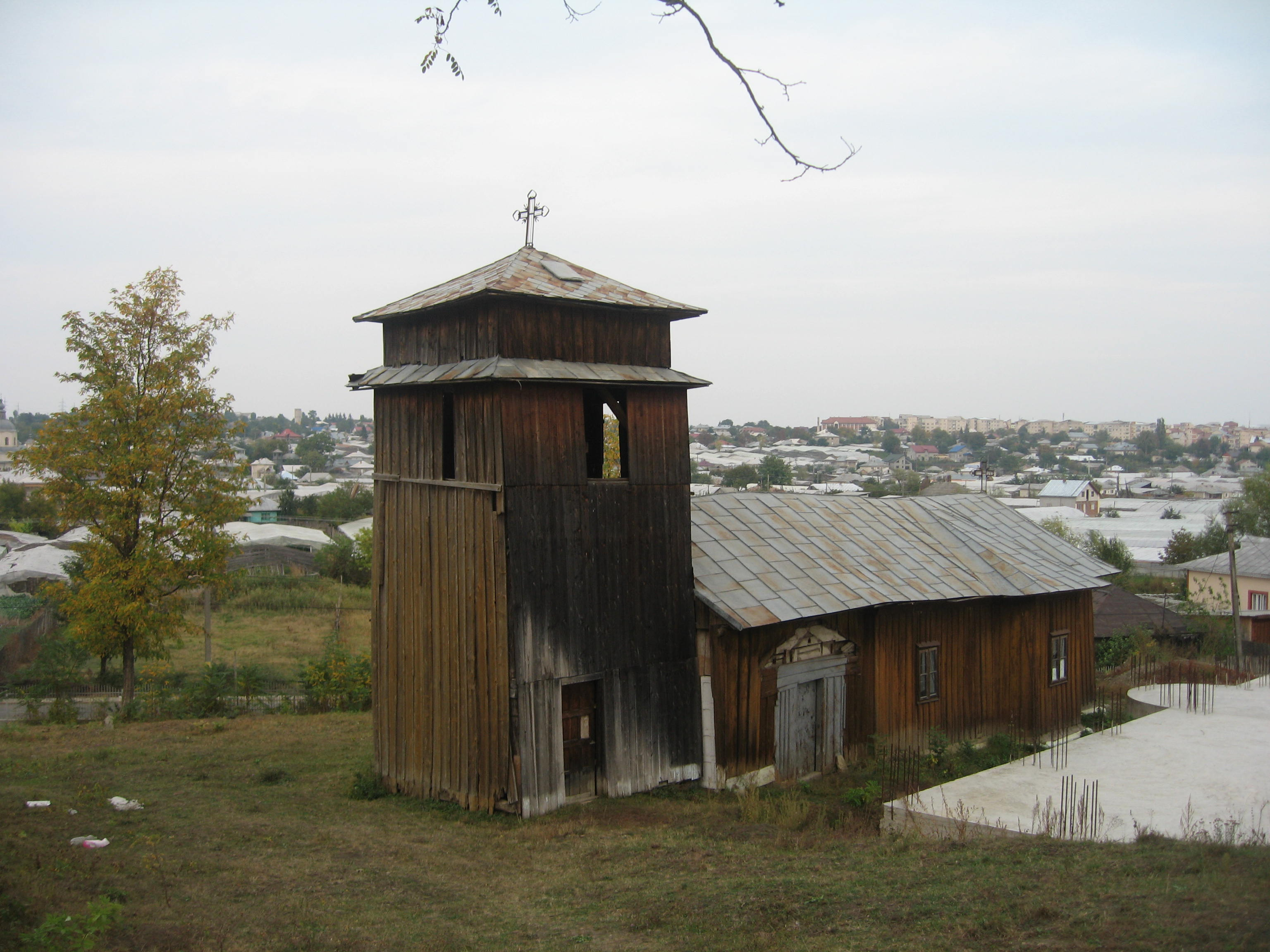
Biserica de lemn văzută de pe latura de sud-vest
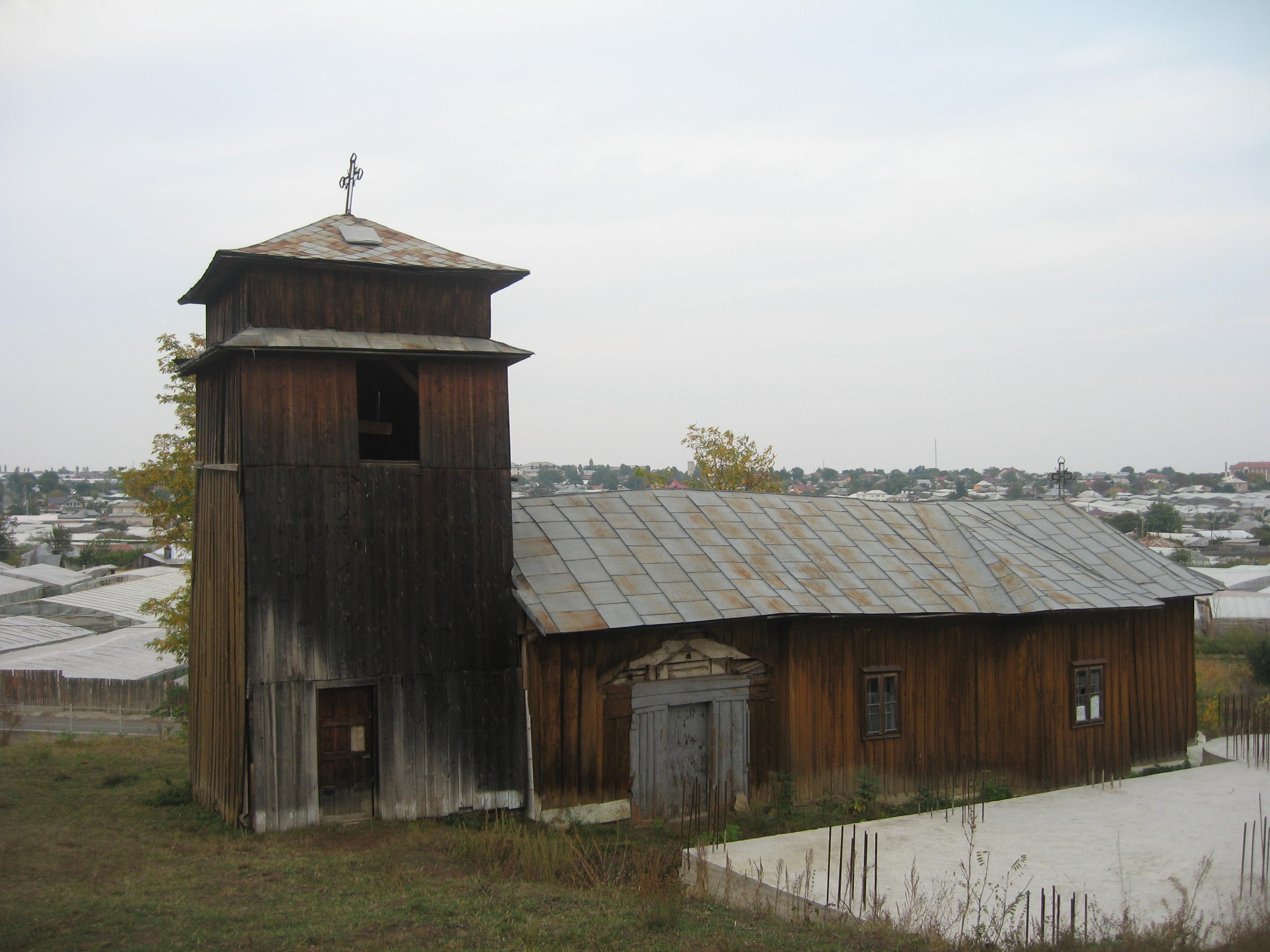
Biserica de lemn văzută de pe latura sudică
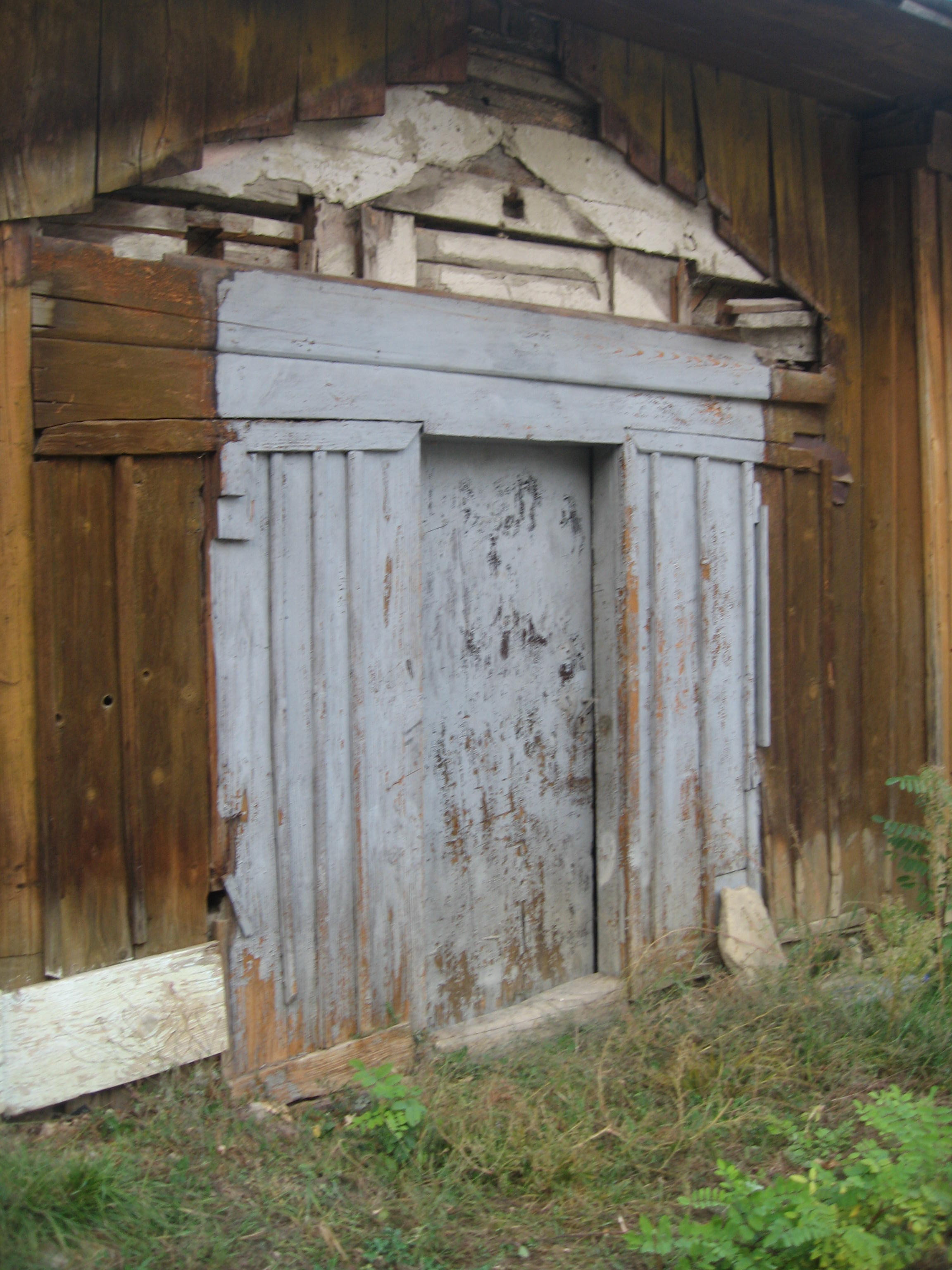
Uşa de intrare în biserică
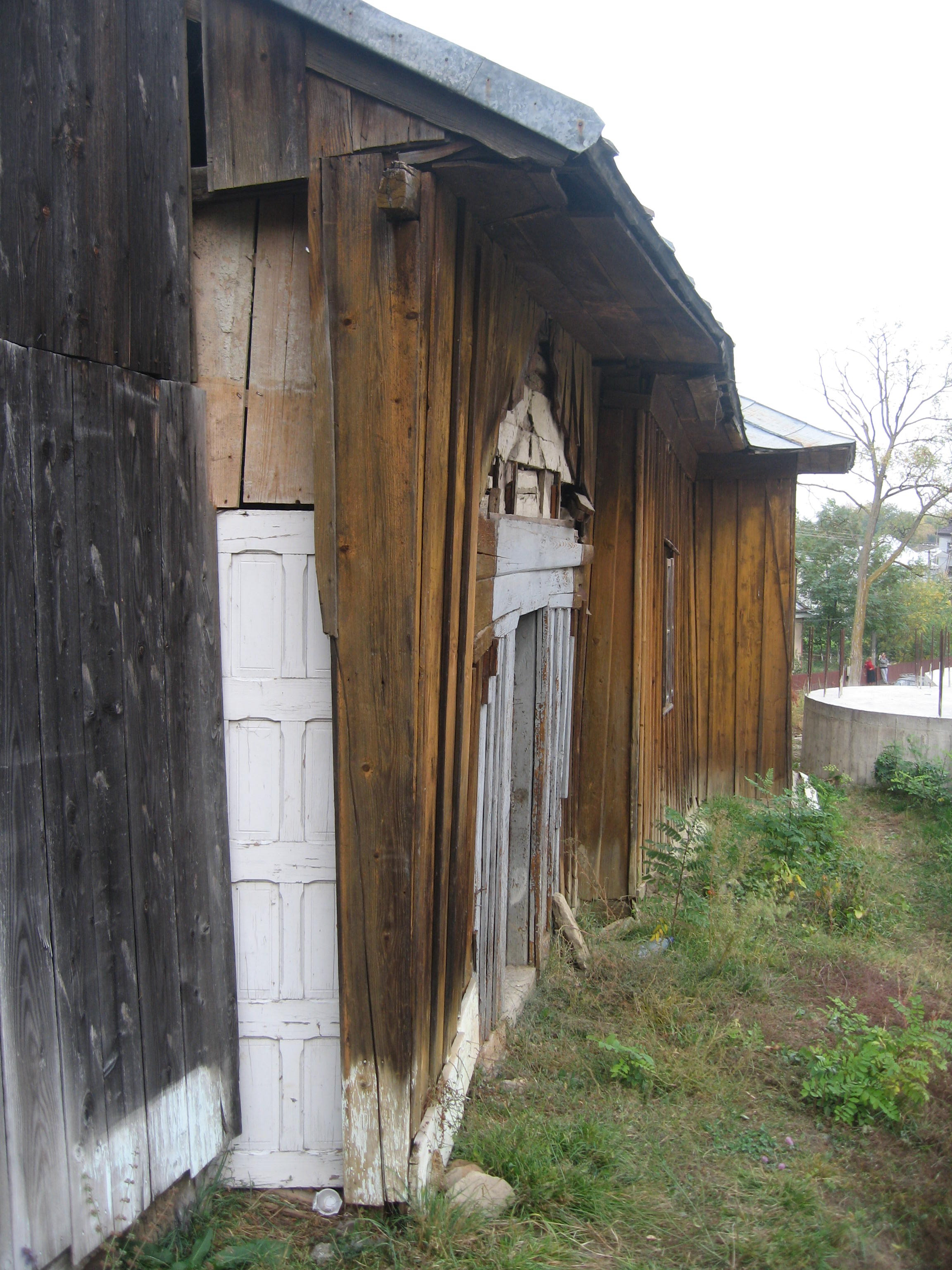
Privire laterală asupra pereţilor
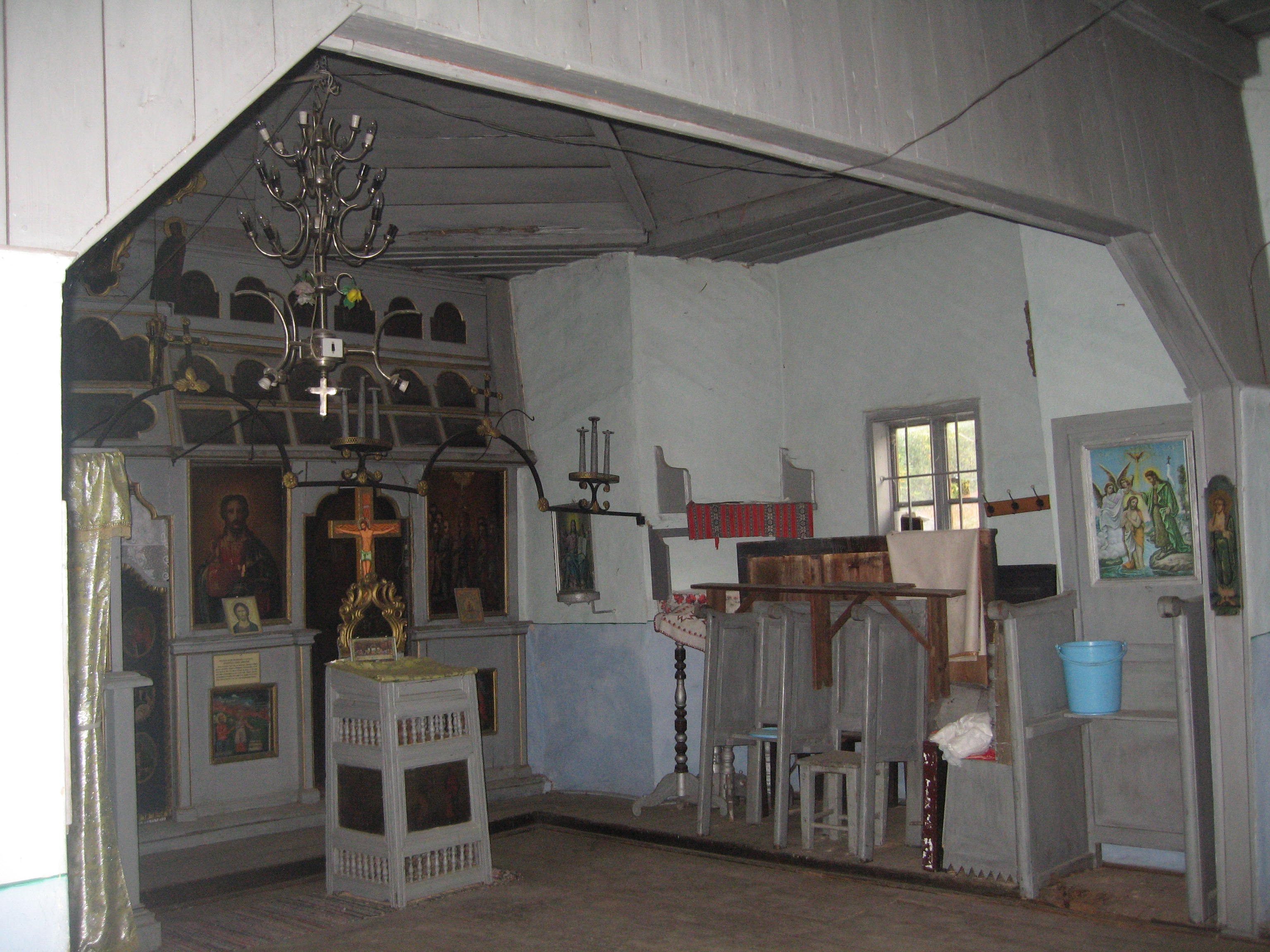
Imagine din naos
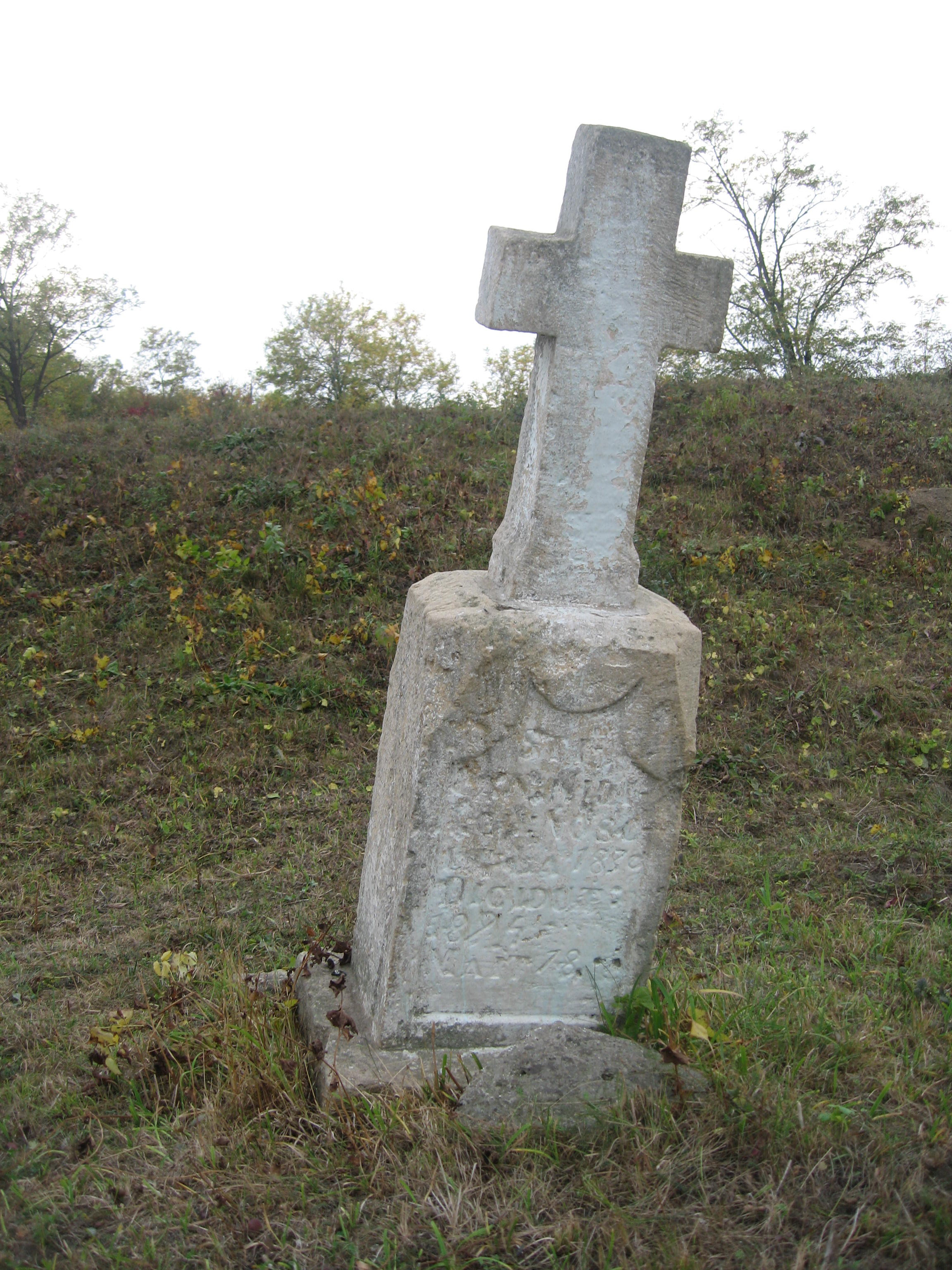
Cruce veche rămasă din cimitir, datând din 1894